# رسائل فانوس
فانوس هو مسلسل رسوم متحركة من إنتاج شركة سبيس تون برودكشن واعداد محمد شيخ تراب عرض على تلفزيون سبيس تون
يهدف هذا المسلسل إلى بث رسائل ونصائح تعليمية للاطفال يعلمهم من خلالها الاخلاق والعبادات

## بعض الحلقات
بر الوالدين - الدعاء - الصيام - الصلاة - الصدق - التواضع - العفو - العيد - الصبر - حفظ اللسان - التعاون - حق الجوار - الصداقة - الإيثار - حب الوطن - القرآن الكريم.

## الشخصية الرئيسية
فانوس: وقد صمم على شكل فانوس رمضان وأدّى الشخصية الفنان رأفت بازو

## فريق الإنتاج
- إعداد: محمد شيخ تراب
- تصميم الشخصيات والتحريك: بسام مستو
- كومبوز ومونتاج: ياسر رباح
- الصوت والمكساج: محمود حميدة
- إدارة الإنتاج: هيثم قره جاي
- الإشراف الفني: طارق العلي